# 德沃里克
49°44′44″N 26°41′2″E / 49.74556°N 26.68389°E
德沃里克（烏克蘭語：Дворик）是位於烏克蘭西部的村莊，由赫梅利尼茨基州裡赫梅利尼茨基區的扎斯盧奇內市鎮負責管轄。該村面積0.21平方公里，海拔高度321米，2001年人口36，人口密度每平方公里168.2人。